# 俄勒岡健康與科學大學

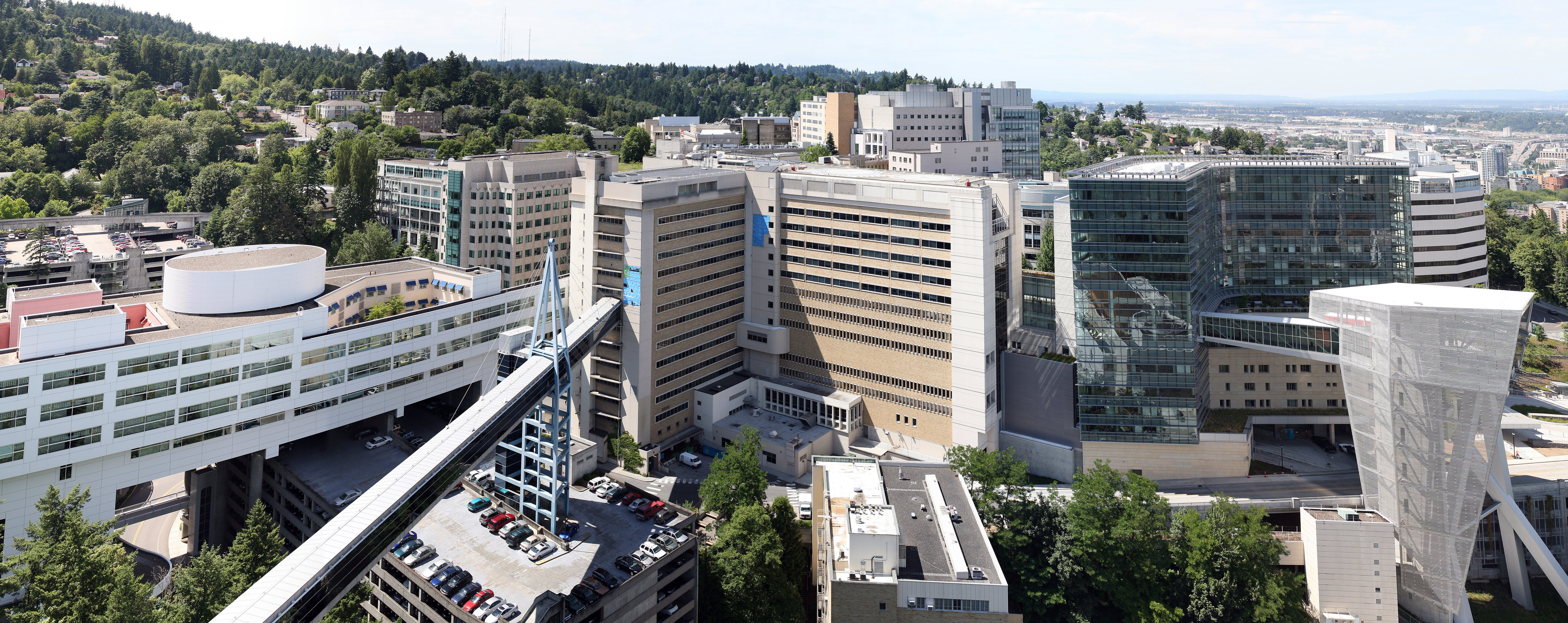
主校區

俄勒冈健康与科学大学（英語：Oregon Health & Science University，简称OHSU），又称为俄勒冈医科大学，创建于1887年，位于美国西海岸的俄勒冈州，主校区坐落在该州最大城市波特兰市中心以南，是一所美国一流的医学院。其学術研究在2023 US News全美医学院排名第30，而基礎醫療則全美排名第3。

## 学校规模
OHSU主校区位于波特兰市中心以南的Marquam Hill山顶，是大学医学院和两所附属医院的所在地。俄勒冈健康科学大学医院是一所一级创伤中心和综合医院，Doernbecher儿童医院是一家专门从事儿科医学和长期患病儿童护理的儿童医院。该大学保留了一些初级醫療保健设施，包括在Marquam Hill校区以及遍布整个波特兰市区的診所。
学校的第三所医院，波特兰退伍军人事务医疗中心位于OHSU主校区旁。这家医院由美国退伍军人事务部经营，不是由OHSU直接管理。连接OHSU医院和VA医疗中心的一条1992行人桥是北美最长的悬浮行人天桥，长度为660英尺。此外，波特兰Shriners儿童医院也位于OHSU校园。
俄勒冈健康科学大学在希尔斯伯勒 (Hillsboro) 也有一个校园，坐落在 Oregon Graduate Institute (OGI) 的原址。这个校园专门从事研究生层次的科学和工程教育，位于俄勒冈州硅森林的心脏地带。自1998年以来，该大学控制着毗邻希尔斯伯勒OGI的俄勒冈国家灵长类动物研究中心。

## 学术研究
沃勒姆研究所 (Vollum Institute) 是一家位於 OHSU 主校區的獨立研究機構，以神經科學的基礎研究聞名。該研究所成立於1987年，並以太克電子儀器測量公司的聯合創始人霍華德·沃勒姆 (Howard Vollum) 命名。沃勒姆研究所的研究資金大多來自美國國立衛生研究院 (NIH)，聯邦政府資助的項目，以及霍華德休斯醫學研究所 (HHMI) 的私人資金。沃勒姆研究所內有22個研究團隊，合共有超過120名研究人員，該研究所的研究主題涵蓋神經科學的各個層面，例如谷氨酸、多巴胺等化學物質主導的神經傳遞，神經細胞如何在發育中的大腦進行交流，大腦的功能如何在癲癇等疾病中被影響，聲音如何在聽覺系統中轉化為電信號，以及神經元之間的突觸連接變得更強或更弱的原因。在2013年，沃勒姆研究所 Eric Gouaux 的研究團隊在《自然》科學期刊發表兩篇關於神經傳遞的論文，提供了關於抗抑鬱藥如何在大腦中發揮作用的新見解。在2018年, 以钟海宁 (Haining Zhong) 及毛天怡 (Tianyi Mao) 為首的研究團隊獲得了由美国政府推行的腦啟動计划 (BRAIN Initiative) 提供總值為500萬美元的研究資金，首次實現了在活体监测神经调控的亚细胞信号传导，並將應用該技術研究杏仁核在學習過程中的作用。
俄勒冈健康与科学大学的另一个亮点是癌症研究。2008年OHSU就接受到1亿美元的慈善捐助，专注研究攻克癌症，捐赠人是耐克创始人菲尔·奈特以及他的夫人佩妮奈特。

## 学校设施
OHSU的健康与康复中心已经获得了美国绿色建筑委员会的LEED白金认证，大厦的建筑面积为40万平方英尺，高16层，位于波特兰的38亩海滨区，设计方案中包含了一系列可持续性战略，如：光电防辐射系统、太阳能集热墙、燃气电力系统及污水处理设备等，工程造价为1.4亿美元，大厦已于2006年11月开始运行，其节能效率比俄勒冈地区规范高61%以上。
该中心是绿色建筑先进示范工程，减少的二氧化碳排放量相当于路面减少443辆小汽车。该建筑还装有俄勒冈最大规模的现场微型涡轮发电设备，它可以满足本地区30%建筑物的电力需求和几乎全部热水供求，通过污水处理设备处理后的水可百分之百地用于园林和冲厕，由此可节约56%的饮用水。它的可持续性还包括：1、综合采光系统；2、自然通风夹层与通风塔；3、大面积生态层顶；4、森林管理理事会认证的木制产品；5、环保涂料和密封胶条等多个方面。

## 院系设置
医学院 (School of Medicine): 行为神经学系、生化与分子生物学系、生物医学工程系、细胞进化与癌症生物学系、分子与基因医学系、分子微生物学与免疫学系、生理学与药理学系等；
牙医学院 (School of Dentistry): 社区牙医学系、牙髓病学系、综合生物科学系、口腔颌面外科学系、正牙学系、病理学与放射学系、儿童牙科学系、牙周病学系、牙修复学系、生物材料与生物力学系、牙体外科学系、假牙修复学系；
护理学院 (School of Nursing);
公共卫生学院 (School of Public Health);
此外，OHSU 还与俄勒冈州立大学 (Oregon State University) 药学院合作举办了药学博士项目。